# Guldbaggen för särskilda insatser
Guldbaggen för särskilda insatser var en kortvarig kategori som ersatte Guldbaggen för bästa prestation som det pris som fokuserade på insatser inom film som saknade en egen kategori. Det delades ursprungligen ut för filmåren 2007–2010 (de 43:e till 46:e galorna i ordningen).
I och med den 47:e Guldbaggegalan, för 2011 års filmer, ersattes kategorin med sju nya fasta kategorier: Bästa klippning, Bästa kostym, Bästa ljud, Bästa mask/smink, Bästa musik, Bästa scenografi och Bästa visuella effekter.
Kategorin återuppstod senare för den den 49:e galan och den 50:e galan.

## Pristagare
| År          | Pristagare                                                       | Yrke och motivering                                                                                  |
| ----------- | ---------------------------------------------------------------- | --- |
| 2007 (43:e) | Kimmo Rajala                                                     | Stuntkoordinator, för sin insats i Arn – Tempelriddaren och Solstorm                                 |
| 2007 (43:e) | Kicki Ilander                                                    | Kostymdesigner, för sin insats i Arn – Tempelriddaren                                                |
| 2007 (43:e) | Pär Brundin, Frida Hallberg och Charlotta Miller                 | Rollsättare, för sina insatser i Kid Svensk                                                          |
| 2008 (44:e) | Matti Bye                                                        | Kompositör, för sin insats i Maria Larssons eviga ögonblick                                          |
| 2008 (44:e) | Eva Norén                                                        | Scenograf, för sin insats i Lasse-Majas detektivbyrå – Kameleontens hämnd och Låt den rätte komma in |
| 2008 (44:e) | Per Sundström, Jonas Jansson och Patrik Strömdahl                | Ljudtekniker, för sina insatser i Låt den rätte komma in                                             |
| 2009 (45:e) | Isak Gjertsen                                                    | Chefsanimatör, för sin insats i Metropia                                                             |
| 2009 (45:e) | Malte Forssell                                                   | Line producer, för sin insats i Mammut                                                               |
| 2009 (45:e) | Johan Söderberg                                                  | Filmklippare och kompositör, för sin insats i Videocracy                                             |
| 2010 (46:e) | Åsa Mossberg                                                     | Filmklippare, för sin insats i Svinalängorna                                                         |
| 2010 (46:e) | Jeanette Klintberg                                               | Rollsättare, för sin insats i Snabba Cash                                                            |
| 2010 (46:e) | Magnus Börjeson, samt Johannes Stjärne Nilsson och Ola Simonsson | Kompositör respektive regissörer, för sina insatser i Sound of Noise                                 |
| 2011 (47:e) | Inget pris gavs ut dessa år                                      | |
| 2012 (48:e) | Inget pris gavs ut dessa år                                      | |
| 2013 (49:e) | Owe Svensson                                                     | Ljudmixare                                                                                           |
| 2014 (50:e) | Mats Holmgren                                                    | Colorist                                                                                             |